# Crocus caspius
A Crocus caspius az egyszikűek (Liliopsida) osztályának spárgavirágúak (Asparagales) rendjébe, ezen belül a nősziromfélék (Iridaceae) családjába tartozó faj.

## Előfordulása
A Crocus caspius eredeti előfordulási területe, amint neve is utal rá a Kaszpi-tenger környéke. A Kaukázus régió déli felétől kezdve, egészen Irán északi részéig található meg.

## Megjelenése
Kis lágy szárú növény, melynek vékony levelei és lila csíkos fehér virágai vannak. A bibéi élénk narancssárga színűek.

## Képek

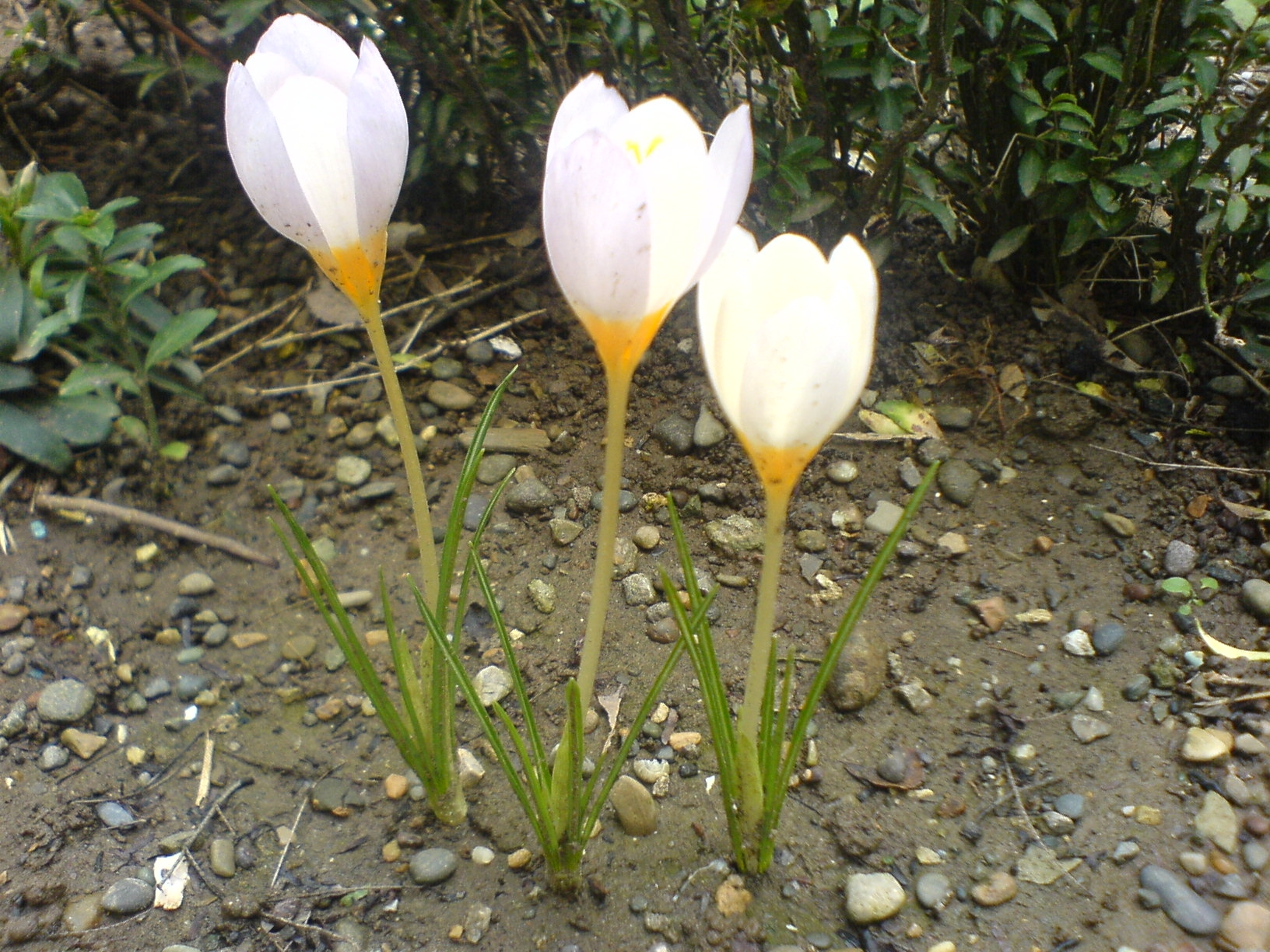
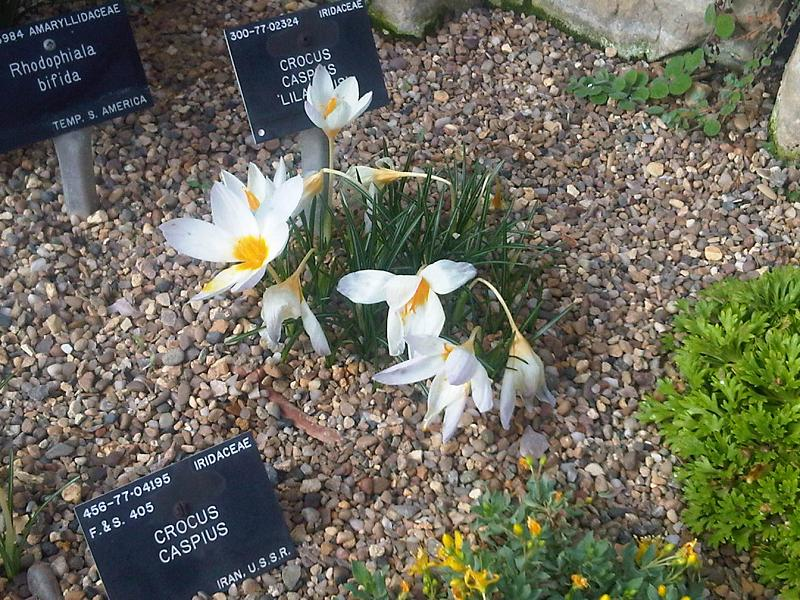